# Висша школа по икономика
Националният изследователски университет „Висша школа по икономика“ (на руски: Национальный исследовательский университет „Высшая школа экономики“), съкратено ВШИ, е сред водещите и най-големите университети в Москва и Русия.
Основан е (първоначално като център за подготовка на магистри) като Държавен университет – Висша школа по икономика (Государственный университет – Высшая школа экономики) с постановление на правителството на Русия от 27 ноември 1992 г. От 12 август 2008 г. е под прякото ръководство на правителството на Русия. Получава статут на национален изследователски университет през 2009 г., поради което променя съответно името си на сегашното.
Идеята за създаване на ВШИ – като икономическо училище по западно-европейски образец – се ражда на рубежа на 1980-те и 1990-те години. Група преподаватели от Икономическия факултет на Московския държавен университет „Ломоносов“ – Евгений Ясин, Ярослав Кузминов, Револд Ентов, Олег Ананин, Рустем Нуреев, замислят да изградят нова икономическа школа, която от самото начало да се основава на принципите на световната икономическа наука. Началото е поставено благодарение на грантове от фондацията „Отворено общество“ на Джордж Сорос и от Евросъюза, както и с методичната помощ на Ротердамския университет.
През 2012 г. в състава на ВШИ влизат Московският държавен институт по електроника и математика (Московский государственный институт электроники и математики) и 2 училища за следдипломна професионална квалификация – Учебният център за подготовка на ръководители (Учебный центр подготовки руководителей) и Държавната академия за специалисти в инвестиционната сфера (Государственная академия специалистов инвестиционной сферы).
Специализацията на университета е в социално-икономически и хуманитарни науки, както и математика и информатика. В състава на университета има над 20 факултета и филиала, включително 3 бази извън Москва: в Санкт Петербург, Нижни Новгород и Перм. Разполага с общежития. Към 1 октомври 2011 г. във ВШИ се обучават 12 109 студенти и 720 аспиранти от 259 професори и 1448 други преподаватели.